# Оук Парк
 Тази статия е за града в Илинойс, САЩ.  За града в Калифорния вижте Оук Парк (Калифорния).  
Оук Парк (на английски: Oak Park) е село в окръг Кук, щата Илинойс, Съединените американски щати.
Намира се на 12 km западно от центъра на Чикаго. Населението му е около 53 000 души (2000).

## Личности
Родени
- Джоузеф Къруин (р. 1932), астронавт
- Ричард Бах (р. 1936), писател
- Ърнест Хемингуей (1899 – 1961), писател
- Даниъл Пайн (р. 1955), писател, сценарист
- Американският архитект Франк Лойд Райт прекарва първите двадесет години от кариерата (между 1889 и 1909) си в Оук парк и строи много сгради, включително и собствената си къща.